# 30004 Mikewilliams
30004 Mikewilliams este un asteroid din centura principală de asteroizi.

## Descriere
30004 Mikewilliams este un asteroid din centura principală de asteroizi. A fost descoperit pe 30 ianuarie 2000 în cadrul proiectului CSS. Asteroidul prezintă o orbită caracterizată de o semiaxă mare de 2,38 ua, o excentricitate de 0,17 și o înclinație de 3,5° în raport cu ecliptica.